# Ghiacciaio Marsh
Il ghiacciaio Marsh è un ghiacciaio tributario lungo circa 110 km situato nella regione meridionale della Terra di Oates, nell'Antartide orientale. Il ghiacciaio, il cui punto più alto si trova a circa 2300 m s.l.m., si trova nell'entroterra della costa di Shackleton, dove fluisce verso nord scorrendo tra i monti Miller, a ovest, e i monti della Regina Elisabetta, a est, fino a unire il proprio flusso a quello del ghiacciaio Nimrod.

Lungo il suo percorso il flusso del Marsh viene arricchito da quello diversi altri ghiacciai suoi tributari, tra cui i ghiacciai Rabot e della Principessa Anna, da est, e i ghiacciai Argo e Argosy, da ovest.

## Storia
Il ghiacciaio Marsh è stato avvistato dai membri di una delle squadre della Spedizione Fuchs-Hillary, condotta nel 1955-58, e da questi così battezzato in onore di G. W. Marsh, membro di quella squadra.